# Kifisià
Kifisià (in greco Κηφισιά?) è un comune della Grecia situato nella conurbazione di Atene (unità periferica di Atene Settentrionale) nella periferia dell'Attica di 66 484 abitanti secondo i dati del censimento 2001.
A seguito della riforma amministrativa detta piano Kallikratis in vigore dal gennaio 2011 che ha abolito le prefetture e accorpato numerosi comuni, la superficie del comune è ora di 35 km² e la popolazione è passata da 43 929 a 66 484 abitanti.
Sorge alle pendici del Monte Pentelico a 281 metri di altitudine.

## Storia
Già demo ateniese con 6-8 delegati presso la boulé, sotto il regno di Adriano la città divenne un importante centro artistico e filosofico, grazie anche al famoso retore Erode Attico che si trasferì qui costruendo Villa Kifisià e dando lezioni gratuite a giovani rampolli selezionati tra le migliori famiglie ateniesi.
Nel 342 a.C. dà i natali a Menandro, commediografo, raffigurato anche sullo stemma della città.
Avendo una temperatura media inferiore a quella di Atene centro, fin dagli anni immediatamente successivi all'indipendenza cominciò a essere meta di villeggiatura estiva da parte di notabili del nuovo Stato greco. Con l'arrivo della ferrovia nel 1885, l'area divenne una meta ancor più ambita e le ricche famiglie ateniesi iniziarono a frequentarla assiduamente costruendo ville e seconde case, creando un ambiente architettonico unico dove proliferarono ville negli stili più insoliti.
Oggi Kifisià è meta rinomata di divertimento e shopping, con molti negozi alla moda, centri commerciali, locali serali, multisala cinematografici, una pista da bowling e diversi musei.

## Musei e luoghi di interesse

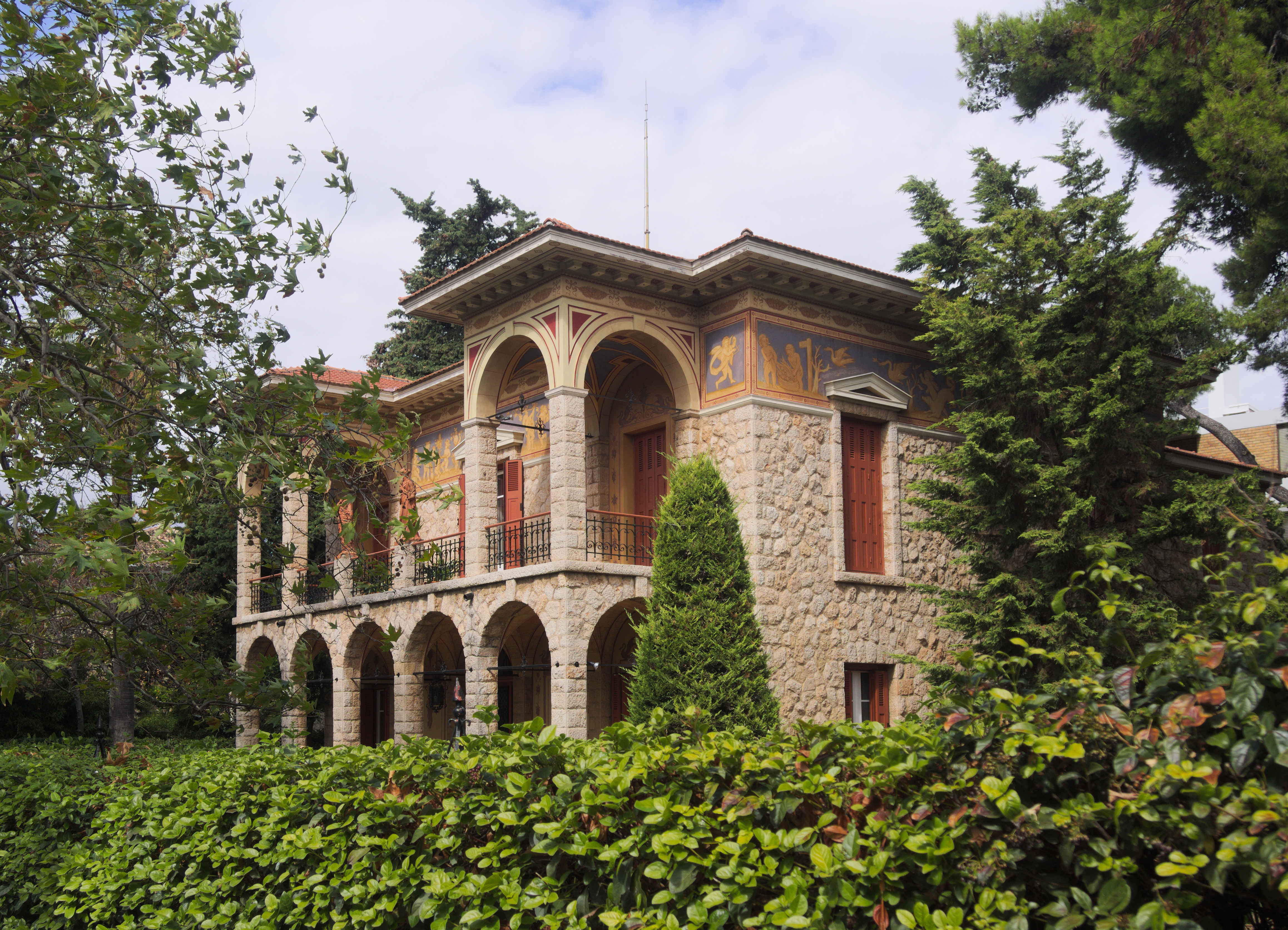
Villa Atlantís, progettata da Ernst Ziller

A Kifisià sono presenti vari musei, i più famosi dei quali sono il Museo di Storia Naturale Goulandris, con l'annesso Gaia Centre, un centro per la didattica e la ricerca scientifica e geologica, e la pinacoteca Kouvoutsakis, che vanta opere del greco Nikolaos Gysis, e di alcuni artisti internazionali fra i quali Eugène Delacroix, Rodin e Giorgio de Chirico.
Innumerevoli inoltre le dimore storiche in diversi stili architettonici (neoclassico, neogotico, modernistico), tra le quali Villa Atlantís, progettata dall'architetto Ernst Ziller.
Il cimitero monumentale municipale di Kifisià è entrato nel 2017 a far parte dell'Association of Significant Cemeteries in Europe.

## Quartieri
- Adames
- Ano Kifissia
- Kato Kifissia
- Kefalari
- Nea Kifissia
- Politia